# Wakedafucup
#WakeDaFucUp — шестой студийный альбом американской хардкор-рэп-группы Onyx, выпущенный 18 марта 2014 года лейблом Goon MuSick. Альбом был полностью спродюсирован Snowgoons. На альбоме приняли участие Sean Price, Makem Pay, Papoose, Cormega, Dope D.O.D., Reks, Snak The Ripper и ASAP Ferg. К разочарованию многих поклонников группы Onyx, третий участник группы, Sonny Seeza, не принял участие в записи альбома.
#WakeDaFucUp был назван журналом XXL как «один из лучших хип-хоп-альбомов 2014 года», а также стал «самым продаваемым альбомом на компакт-дисках в 2014 году» по версии сайта UndergroundHipHop.com.

## Предыстория
В 2011 году Fredro Starr познакомился за кулисами концерта с DJ Illegal, который выступал со своей группой Snowgoons и группой M.O.P. в клубе в Мюнхене, Германия. В то время группа Snowgoons работала над новым альбомом Snowgoons Dynasty и они попросили Фредро принять участие на их альбоме. Таким образом DJ Illegal отослал Фредро инструментал для песни «The Legacy», который сразу же понравился участнику группы Onyx, и он попросил Snowgoons прислать ему ещё несколько инструменталов. После прослушивания новой музыки Фредро предложил продюсерам: «Давайте сделаем альбом».
6 ноября 2013 года в интервью журналу XXL было объявлено, что Onyx в настоящее время работает над новым альбомом под названием Wake The F*** Up, который будет полностью спродюсирован немецкой хип-хоп-группой Snowgoons. Альбом получил широкое распространение в социальных сетях за счёт использования в названии альбома такого элемента как «хештег».

## Sonny Seeza
К разочарованию многих поклонников группы Onyx, третий участник группы, Sonny Seeza, не принял участие в записи альбома. Вот как Фредро Старр объяснил эту ситуацию в телефонном интервью для портала Hip-Hop DX:
«…Sonsee нет на этом альбоме. Sonsee больше не выступает с нами, но мы никогда не расставались. Я всё ещё разговариваю с Sonsee, и это не бифф. Он просто не выступает с нами, и мы не можем кого-то ждать. Если Sonsee больше нет в составе группы, то мы должны брать ниггеров, подобных Papoose, чтобы записать ещё один куплет. Именно по этой причине мы сделали несколько гостевых участий.»

Фредро прокомментировал ситуацию с Сонси в интервью White Label Radio:
«…Sonny Seeza не участвовал в записи альбома „#WakeDaFucUp“, поскольку альбом записывался на одной студии в Лос-Анджелесе, а Sonny Seeza жил в Бруклине (Нью-Йорк). К тому же на альбоме было много гостей, поэтому Fredro Starr и Sticky Fingaz не нуждались в 3-м куплете.»

В интервью для сайта Arena Фредро сказал, что Сонни Сиза сам принял решение не участвовать в записи альбома:
«…Sonsee — это член нашей семьи, навсегда. Но когда поезд трогается, если вы не находитесь на этом поезде…, вы должны держать марку, чтобы двигаться дальше. У нас одна из лучших эмблем в хип-хопе, у нас миллионы поклонников, и Sonsee не хочет записываться с нами на студии, он делает то, что он должен делать.»

## Концепция названия альбома
#WakeDaFucUp — это первый альбом группы за последние 10 лет. За эти 10 лет хип-хоп изменился. Этот альбом с его звуком должен вернуть поклонников хип-хопа к оригинальному нью-йоркскому звучанию 90-х. «Wake the fuck up!» — это призыв группы в отношении того, как Onyx относится к хип-хопу. Фредро Старр объясняет, что случилось с хип-хопом за последние 10 лет:
«…Когда Nas сказал, что 'хип-хоп мёртв', он не был мёртвым. Я просто думаю, что звук изменился за последние 10 лет, поэтому любому нью-йоркскому рэперу с нью-йоркским звуком сложно прогрессировать, делать то, что они хотят делать успешно, и зарабатывать деньги. Вот почему у вас был каждый нью-йоркский рэппер, пытающийся рифмовать под музыку Down South. По сей день у вас есть рэпперы из Нью-Йорка, пытающиеся рифмовать под трэп, потому что они хотят, чтобы сделка оплачивала их счета. Это то, что продаётся. Таким образом, вы теряете целостность нью-йоркского хип-хопа. Я просто думаю, что мода в хип-хопе и то, как он подаётся, определённо красочны. Мы собираемся вернуть его на тёмную сторону. Это хип-хоп, о котором мы знаем — это уличное.»
Стики кратко объяснил: «Nas сказал, что хип-хоп мёртв. Хип-хоп не мёртв, он просто спал, и сейчас пришло время хип-хопу проснуться».

## Синглы
Первый сингл, «Wakedafucup», записанный при участии Dope D.O.D., был выпущен 11 февраля 2014 года. Rose Lilah из HotNewHipHop оценила сингл как HOTTTTT, в то время как пользователи оценили сингл как VERY HOTTTTT, сказав, что «2014 — это год возвращения Onyx».
Второй сингл, «We Don’t Fucking Care», записанный при участии A$AP Ferg и Sean Price, был выпущен 21 февраля 2014 года. Philip Cheek из HotNewHipHop оценил сингл как VERY HOTTTTT, сказав, что «это звучит здорово, и A$AP Ferg особенно способствует этому с куплетом, демонстрирующим талант, который мы редко видим на его альбоме 'Trap Lord'.»
В феврале 2014 года в интервью с HipHopDX, группа Onyx рассказала о сотрудничестве с ASAP Ferg в песне «We Don’t Fuckin Care»:
«…Это сумасшествие, как мы с ним связаны. Его ди-джей — мой человек, Hectic. И Hectic был с Onyx с того момента, как я выпустил свой альбом 'Firestarr'. Он сказал нам, что он работает над микстейпом A$AP Ferg под названием 'Trap Lord'. Он хотел, чтобы мы поучаствовали на микстейпе, а затем микстейп превратился в альбом. Так что это было взаимно — просто из уважения — мы сказали ему: 'Эй, мы поучаствуем на твоём треке, а потом ты можешь поучаствовать на нашем треке [„We Don’t Fuckin Care“] на нашем альбоме'. Так что это было просто взаимное уважение.»
Третий сингл, «The Tunnel», записанный при участии Cormega и Papoose, был выпущен 6 марта 2014 года. Группа Onyx отдаёт дань уважения почтенному месту. В 90-е годы клуб Нью-Йорка «The Tunnel» был главным местом для прослушивания хип-хопа.
Четвёртый сингл, «Whut Whut», был выпущен 13 марта 2014 года. Группа появилась с сердитым рэпом о том, как обезобразить ваше лицо, и что будет дальше, если вы их не признаете. Задумчивая новая песня показывает Стики Фингаза и Фредро Старра демонстрирующими агрессивные строчки над зловещими клавишами и бурной атмосферой.
Инструментальная версия песни «TurnDaFucUp» была позже выпущена на альбоме Snowgoons Goonstrumentals Vol. 1.

## Видеоклипы
DJ Sixkay из группы Snowgoons сделал визуальные видеоклипы для всех песен с этого альбома. Также группа Onyx выпустила 11 официальных музыкальных видеоклипов на песни с этого альбома: «#WakeDaFucUp», «Whut Whut», «Hammers On Deck (Scarface version)», «Buc Bac», «TurnDaFucUp», «TurnDaFucUp (On Shade 45 With DJ Kay Slay)», «The Realest», «#WakeDaFucUp Reloaded», «Boom!!», «Hammers On Deck (Myster DL version)» и «Hustlin' Hours».

## Приём критиков
| Оценки критиков | Оценки критиков |
| Источник        | Оценка          |
| --------------- | --------------- |
| HipHopDX        | [ 15 ]          |
| RapReviews      | 8/10            |
| XXL             | 4/5 (XL)        |
| Rate Your Music | [ 18 ]          |

#WakeDaFucUp получил положительные отзывы от музыкальных критиков. Гомер Джонсен из HipHopDX оценил альбом на три с половиной звезды из пяти, сказав: «…Wakedafucup многогранен. На нём есть уличные записи („Whut Whut“), хорроркор куплеты („Wakedafucup“), рассказы от первого лица („Hustlin Hour“), повествование („Trust No Bitch“) и сознательный рэп („One 4 Da Team“). На альбоме много чего интересного, но он остается усваиваемым в целом и никогда не упускает себя из виду. Ветераны, такие как U-God из Wu-Tang Clan и Diddy, заявили, что хип-хоп становится слишком мягким, поэтому пусть они посмотрят, какой группа Onyx выпустила альбом, который верен своим корням, чем большинство подобной рэп-музыки в наши дни»
Kellan Miller из XXL оценил альбом на XL, сказав при этом, что «…с Wakedafucup группа Onyx последовала по стопам недавних успешных студийных релизов их нью-йоркских сверстников, Nas и Jay-Z. Если вы спали вместе с Onyx в последнее десятилетие или около того, сейчас пришло время для пробуждения с Wakedafucup.»
Grant Jones из RapReviews оценил альбом на восемь из десяти, добавив, что «…учитывая, насколько хорошо это было воспринято фанатами, вероятно, может быть продолжение, но единственный способ избежать этого — собрать Onyx и M.O.P. вместе для совместного проекта, спродюсированного исключительно Snowgoons. Сейчас это действительно заставило бы людей пробудиться!»

## #WakeDaFucUp Reloaded
Два года спустя, 18 апреля 2016 года, группа Onyx переиздала альбом #WakeDaFucUp под новым именем #WakeDaFucUp Reloaded, добавив на него четыре новых ремикса и пригласив новых гостей. Были добавлены следующие треки: «WakeDaFucUp (Reloaded Remix)» (feat. Dope DOD), «The Tunnel (Big Kap Tribute Remix)», «Dirty Cops (Reloaded Remix)», «TurnDaFucUp (100 Mad Remix)». Выпуск переиздания альбома сопровождался премьерой нового видеоклипа на песню «Boom!!» и «#WakeDaFucUp Reloaded». Также в комплект поставки входил бесплатный бонус-диск Onyx Against All Authorities и эксклюзивный плакат.
Спустя год, 18 апреля 2017 года, на виниле был выпущен #WakeDaFucUp Reloaded с ограниченным тиражом в 300 экземпляров. На виниле было 11 песен. Выпуск сопровождался премьерой нового видеоклипа на трек «Hustlin Hours».

## #WakeDaFucUp Part 2
В декабре 2017 года во время телефонного интервью для «Menu Melody Podcast» Фредро Старр сказал, что группа Onyx планирует записать альбом со Snowgoons #WakeDaFucUp (Part 2).

## Список композиций (#WakeDaFucUp)
| #   | Название               | Участвующие гости      | Скретчи    | Длительность |
| --- | ---------------------- | ---------------------- | ---------- | ------------ |
| 01. | «WakeDaFucUp Intro»    |                        |            | 0:42         |
| 02. | «Whut Whut»            |                        |            | 2:50         |
| 03. | «We Don’t Fuckin Care» | A$AP Ferg & Sean Price |            | 4:45         |
| 04. | «Hustlin Hours»        | Makem Pay              | DJ Danetic | 3:26         |
| 05. | «Buc Bac»              |                        |            | 3:06         |
| 06. | «WakeDaFucUp»          | Dope D.O.D.            |            | 4:49         |
| 07. | «The Tunnel»           | Cormega & Papoose      | DJ Danetic | 4:19         |
| 08. | «The Realest»          |                        |            | 2:51         |
| 09. | «Dirty Cops»           | Snak The Ripper        |            | 3:47         |
| 10. | «Boom!!»               |                        | DJ Illegal | 2:41         |
| 11. | «Trust No Bitch»       |                        |            | 3:02         |
| 12. | «One 4 Da Team»        | Reks                   |            | 3:47         |
| 13. | «Hammers On Deck»      |                        |            | 2:31         |
| 14. | «TurnDaFucUp»          |                        | DJ Crypt   | 2:56         |

## Список композиций (#WakeDaFucUp Reloaded — CD)
| #   | Название                             | Участвующие гости                     | Скретчи    | Длительность |
| --- | ------------------------------------ | ------------------------------------- | ---------- | ------------ |
| 15. | «WakeDaFucUp (Reloaded Remix)»       | Dope D.O.D.                           |            | 4:51         |
| 16. | «The Tunnel (Big Kap Tribute Remix)» | Ali Vegas, Nature, Steele & Sadat X   | DJ Danetic | 4:01         |
| 17. | «Dirty Cops (Reloaded Remix)»        | Chris Rivers                          |            | 3:49         |
| 18. | «TurnDaFucUp (100 Mad Remix)»        | SickFlo, Sicknature & Snak The Ripper |            | 4:12         |

## Список композиций (#WakeDaFucUp Reloaded — Vinyl)
| #   | Название                      | Участвующие гости                     | Скретчи    | Длительность |
| --- | ----------------------------- | ------------------------------------- | ---------- | ------------ |
| 01. | «WakeDaFucUp»                 | Dope D.O.D.                           |            | 4:49         |
| 02. | «We Don’t Fuckin Care»        | A$AP Ferg & Sean Price                |            | 4:45         |
| 03. | «The Realest»                 |                                       |            | 2:51         |
| 04. | «Buc Bac»                     |                                       |            | 3:06         |
| 05. | «The Tunnel (Reloaded)»       | Ali Vegas, Nature, Steele & Sadat X   | DJ Danetic | 4:01         |
| 06. | «Hustlin Hours»               | Makem Pay                             | DJ Danetic | 3:26         |
| 07. | «Dirty Cops (Reloaded Remix)» | Chris Rivers                          |            | 3:49         |
| 08. | «Boom!!»                      |                                       | DJ Illegal | 2:41         |
| 09. | «Whut Whut»                   |                                       |            | 2:50         |
| 10. | «Hammers On Deck»             |                                       |            | 2:31         |
| 11. | «TurnDaFucUp (Reloaded)»      | SickFlo, Sicknature & Snak The Ripper |            | 4:12         |

## Невошедший материал
Песни, записанные в 2011—2013 годах во время студийных сессий альбома #WakeDaFucUp, но были вырезаны из финальной версии альбома:
- «Do U Bac Down» (была выпущена на альбоме Snowgoons Black Snow 2) (2013)
- «Do U Bac Down» (Оригинальная версия) (2012)
- «Trust No Bitch» (Оригинальная версия) (2012)
- «Hammers On Deck» (Оригинальная версия) (2012)